# Ladislav Žižka
Ladislav Žižka (* 8. března 1945, Dvůr Králové nad Labem) je bývalý československý biatlonista. Závodil za Duklu Liberec a RH Harrachov.

## Lyžařská kariéra
Na X. ZOH v Grenoble skončil v závodě jednotlivců na 20 km na 55. místě. Na XI. ZOH v Sapporu skončil v závodě jednotlivců na 20 km na 36. místě a ve štafetě na 12. místě. Na XII. ZOH v Innsbrucku skončil v závodě jednotlivců na 20 km na 24. místě a ve štafetě na 9. místě. Startoval šestkrát na mistrovství světa v biatlonu, nejlépe skončil na 15. místě v Minsku v roce 1974 a ve štafetě na 4. místě v Zakopaném v roce 1969. Získal 11 titulů mistra Československa, 4 ve velkorážném biatlonu, 3 v malorážném biatlonu a 4 ve štafetě.